# سار بال‌سیاه
سار بال‌سیاه یا مینای بال‌سیاه (نام علمی: Acridotheres melanopterus) نام یک گونه از سرده میناهای معمولی است. به این پرنده، سار سینه‌سفید هم گفته‌اند. این پرنده بومی اندونزی است.